# Monterrein
Monterrein är en kommun i departementet Morbihan i regionen Bretagne i nordvästra Frankrike. Kommunen ligger i kantonen Malestroit som tillhör arrondissementet Vannes. År 2018 hade Monterrein 396 invånare.

## Befolkningsutveckling
Antalet invånare i kommunen Monterrein
| Referens: INSEE |